# Funkdoobiest
Funkdoobiest – rapowa grupa z Los Angeles. Tworzą ją: Son Doobie (Jason Vasquez) raper z Puerto Rico, DJ Ralph M (Ralph Medrano) DJ z amerykańskiej społeczności Chicano i Tomahawk Funk (Tyrone Pacheco) z plemienia Lakota (odszedł po nagraniu drugiej płyty). Produkcją ich pierwszych dwóch albumów ("Which Doobie U B?" i "Brothas Doobie") zajął się głównie DJ Muggs z Cypress Hill. Ich trzeci "The Troubleshooters", zawiera produkcje Ralpha M i DJ Rectangle. Podczas gdy pierwsze dwie płyty nagrane były w stylu gangsta rapu (wpływy Cypress Hill), to już w "The Troubleshooters" czerpali z różnych gatunków. W 2009 roku grupa powróciła z krążkiem "The Golden B-Boys", w którego produkcję znów zaangażował się DJ Ralph M.

## Dyskografia

### Albumy
- 1993 Which Doobie U B? (Immortal/Epic/Sony)
- 1995 Brothas Doobie (Immortal/Epic/Sony)
- 1997 The Troubleshooters (Buzztone/RCA/BMG)
- 2009 The Golden B-Boys (Funkdoobiest Music)

### Single
- 1993: "Bow Wow Wow"
- 1993: "Wopbabalubop" (feat. B-Real)
- 1993: "The Funkiest"
- 1993: "Freak Mode"
- 1995: "Dedicated"
- 1995: "Rock On"
- 1995: "XXX Funk"
- 1997: "Papi Chulo (feat. Daz Dillinger)
- 2008: "Hip Hop Music"
- 2009: "The Heavyweight Funk"

## Wpływ na polski rap
Funkdoobiest odcisnęli swoje piętno na początkowym stadium rozwoju polskiego rapu. Ich funkowy styl i, często poruszana w tekstach, tematyka seksualna wpłynęły na pionierskie projekty Liroya i Wzgórza Ya-Pa 3. A dzięki sukcesowi, jaki odnieśli ci wykonawcy, ten specyficzny styl zaczął cieszyć się w tym czasie dużą popularnością w Polsce. Oprócz wpływu słyszalnego w muzyce i tematyce utworów, również w samych tekstach znajdują się bezpośrednie odniesienia do amerykańskiej grupy. Radoskór w piosence pod tytułem Wzgórze Ya-Pa 3 z debiutanckiego albumu śpiewa "Funkdoobiest i Cypress Hill my lubimy właśnie taki funky styl", natomiast w piosenkach z Alboomu Liroya, Korrba i Scoobiedoo Ya, pojawiają się w ich tekstach nawiązania do tytułu piosenki Wopbabalubop.